# Olof Tandberg
För ämbetsmannen och författaren född 1932, se Olof G. Tandberg.
Olof (Olle) Sigurd Tandberg, född 7 februari 1885 i Hedvig Eleonora församling, Stockholm, död 25 juni 1963 i Nacka, var en svensk målaremästare och konstnär.

## Biografi
Tandberg var son till hovjägmästaren Börre Pedersen Tandberg och hans hustru Augusta Aurora, född Löfberg, samt bror till konstnären Bengt Tandberg och far till  boxaren Olle Tandberg.
Vid sidan av arbetet som yrkesmålare ägnade han sig åt konstnärligt skapande. Han hade en separatutställning på Konstnärshuset i Stockholm 1923 och medverkade i Liljevalchs konsthalls utställningar Allmän vårutställning 1921, Höstsalongen 1934 och Sveriges allmänna konstförening 1926 och 1929.
Hans konst består av landskap och stadsbilder har han främst skildrat olika Stockholmsmotiv utförda i olja.
Tillsammans med bröderna Bengt, Einar och Gunnar hörde han till de svenska pionjärerna inom backhoppning. Olof var den mest framgångsrike av bröderna och tillhörde eliten i nära tjugofem år. Olof representerade Djurgårdens IF tillsammans med sina bröder.
Han gifte sig 1911 med Anna Elisabeth Nilsson.